# Заслуженный донор Украины
Заслуженный донор Украины (укр. Заслужений донор України) — государственная награда Украины — почётное звание, присваиваемое Президентом Украины согласно Закону Украины «О государственных наградах Украины». Согласно положению о почётных званиях Украины от 29 июня 2001 года это звание присваивается «донорам, которые безвозмездно сдали кровь и (или) её компоненты в количестве 100 и более разовых максимально допустимых доз».

## Описание нагрудного знака
- Нагрудный знак аналогичен нагрудным знакам других почётных званий Украины категории «заслуженный».
- Нагрудный знак к почётному званию «Заслуженный донор Украины» имеет форму овального венка, образованного двумя ветвями лавровых листьев. Концы ветвей внизу обвиты лентой. В середине венка помещен фигурный картуш с надписью «Заслужений донор». Картуш венчает малый Государственный Герб Украины.
- Лицевая сторона нагрудного знака выпуклая. Все изображения и надписи рельефные.
- На оборотной стороне нагрудного знака — застежка для прикрепления к одежде.
- Нагрудный знак изготавливается из серебра.
- Размер нагрудного знака: ширина — 35 мм, длина — 45 мм.

## Льготы и выплаты
Звание «Заслуженный донор Украины» является самым высоким из трёх званий: «Почетный донор Украины», «Заслуженный донор Украины» и «Почетный донор Товарищества Красного Креста» (или Почетный донор Общества Красного Креста). Почетные доноры — сдавшие не менее 40 разовых максимально допустимых доз крови или 60 разовых максимально допустимых доз плазмы. Заслуженные доноры — сдавшие бесплатно более ста доз крови. Данный статус присваивается указом Президента и даёт право на надбавку к пенсии от 20 % до 25 % от прожиточного минимума для нетрудоспособных лиц. Для сравнения, в 1991 году звание «Почетный донор» носили 1 464 000 жителей Украины, а «Заслуженный донор Украины» — 60 человек.
Досрочный выход на пенсию для лиц, награждённых знаком «Заслуженный донор Украины» и «Почётный донор СССР», украинским законодательством не предусмотрен.